# Point Oméga
Ne doit pas être confondu avec Point Oméga (roman).

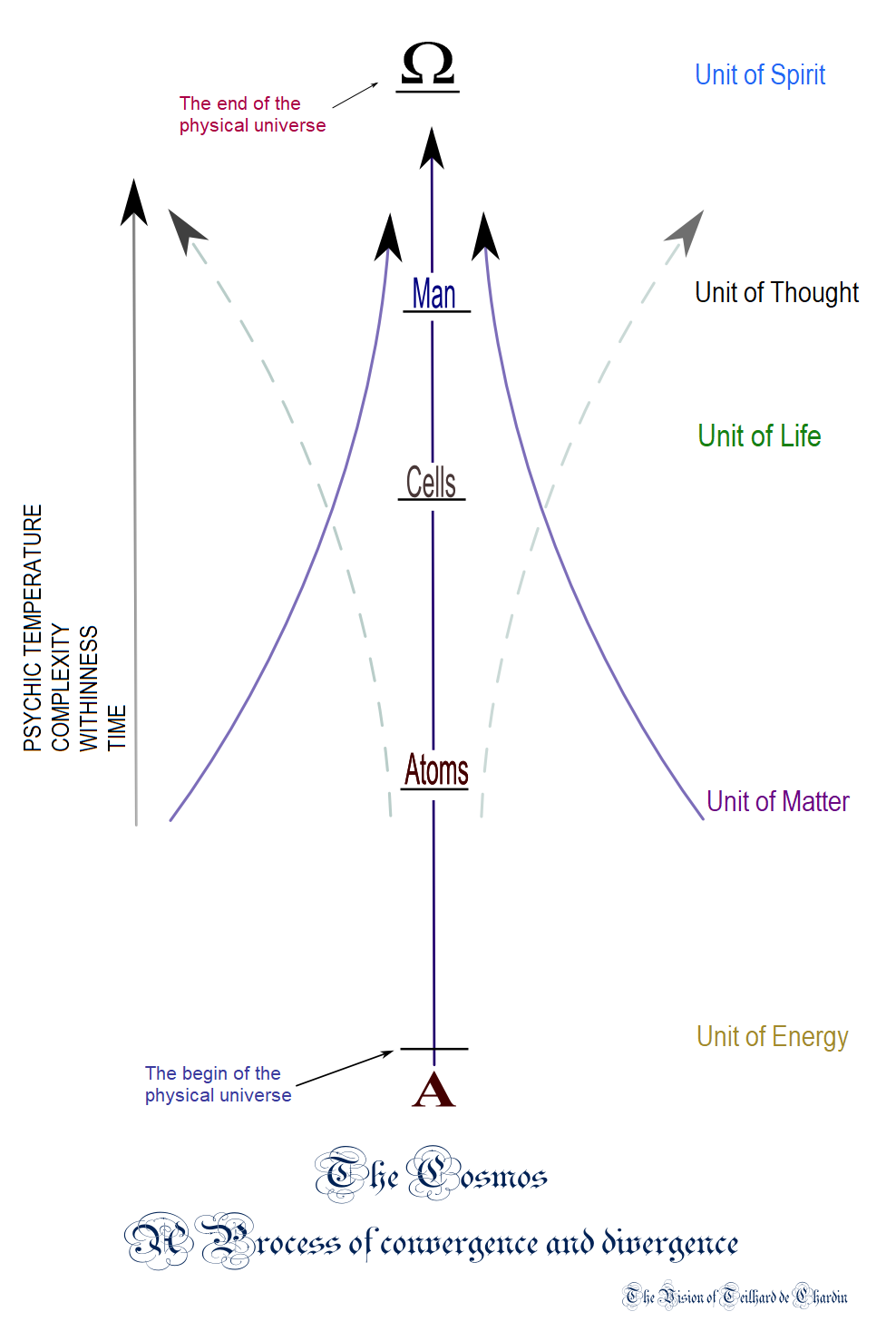
Evolution globale de la complexité et la conscience vers le Point Oméga.

Le point Oméga est un concept dynamique créé par Pierre Teilhard de Chardin, qui lui a donné le nom de la dernière lettre de l'alphabet grec : Oméga.

## Présentation
Le point Oméga représente pour Teilhard le point ultime du développement de la complexité et de la conscience vers lequel se dirige l'Univers. Suivant sa théorie, exposée dans L'Avenir de l'homme et Le Phénomène humain, l'Univers est en constante évolution vers des degrés toujours plus hauts de complexité et de conscience, le point Oméga étant l'aboutissement mais aussi la cause de cette évolution. En d'autres termes, le point Oméga existe d'une manière suprêmement complexe et suprêmement consciente, étant transcendant par rapport à l'Univers en devenir.
Pour Teilhard, le point Oméga évoque le Logos chrétien, c'est-à-dire le Christ, en ce que celui-ci attire toute chose à lui, et est, selon le symbole de Nicée, « Dieu né de Dieu, Lumière née de la Lumière, vrai Dieu né du vrai Dieu », avec l'indication : « et par lui tout a été fait ».
Par la suite, ce concept a été repris par d'autres auteurs, tels que John G. Bennett (1965), Frank Tipler (1994) ou David Deutsch (1997),,.

## Les cinq attributs
Dans Le Phénomène humain, Pierre Teilhard de Chardin décrit les cinq attributs du point Oméga.
Il a toujours existé : c'est seulement de cette façon qu'il est possible d'expliquer l'évolution de l'Univers vers des niveaux plus élevés de conscience.
Il est personnel : une personne et non une idée abstraite. La complexité de la question n'a pas seulement conduit à des formes supérieures de la conscience, mais aussi à une plus grande personnalisation, dont les humains sont les formes les plus élevées de l'Univers personnalisé. Ils sont entièrement « individualisés », c'est-à-dire les centres d'activités libres. C'est en ce sens qu'il est dit que l'homme a été fait à l'image de Dieu, qui est la plus haute forme de la personnalité. Teilhard de Chardin maintient expressément que, lorsque l'Univers deviendra un, il n'y aura pas l'élimination des personnes, mais plutôt une super-personnalisation. La personnalité sera donc infiniment plus riche. En effet, le point Oméga unit la création, et, par le fait même, l'Univers se complexifie et augmente sa conscience.
Il est transcendant : le point Oméga n'est pas le résultat de la complexité et de la conscience. Il existe avant l'évolution de l'Univers, puisqu'il est la cause de cette évolution vers une plus grande complexité. Cela signifie que le point Oméga est situé en dehors du contexte dans lequel évolue l'Univers : c'est en raison de son attraction magnétique que l'Univers converge vers le point Oméga.
Il est indépendant : illimité dans l'espace et le temps.
Il est irréversible et il doit fournir la capacité d'être atteint.

## Le point Oméga et le principe anthropique
Le physicien Frank Tipler, dans l'ouvrage de cosmologie qu'il a signé avec John Barrow intitulé The Anthropic Cosmological Principle, loin de rejeter le Point Oméga de Teilhard de Chardin, lui a accordé une importance capitale en lui consacrant un paragraphe de sept pages et le considère comme étant le seul cadre intellectuel susceptible de combiner la dynamique du cosmos avec la signification ultime de la réalité.

## Dans la fiction
- Le roman Moi, Omega de Erwan Barillot, publié en 2022, relate l'épopée d'un étudiant de Harvard qui, inspiré par la prophétie de Teilhard de Chardin, devient en 2064 le « Point Oméga » concrétisé par la technologie, et en particulier par l'internet des objets.
- Dans le roman Endymion de Dan Simmons, premier volet du cycle Les Cantos d'Hypérion, Paul Duré, prêtre et archéologue, devenu pape sous le nom de Teilhard I, tente de s'unir à Dieu au « Point Oméga » de la spiritualité.